# Ostrata
Ostrata est une commune du district et de la région de Zlín, en République tchèque. Sa population s'élevait à 409 habitants en 2020.

## Géographie
Ostrata se trouve à 10 km au nord-est de Zlín, à 85 km à l'est-nord-est de Brno et à 256 km au sud-est de Prague.
La commune est limitée par Kašava au nord, par Hrobice et Březová à l'est, par Hvozdná au sud, et par Zlín à l'ouest.

## Histoire
La première mention écrite du village date de 1391.

## Transports
Par la route, Ostrata se trouve à 6 km de Fryšták, à 11 km de Zlín, à 100 km de Brno et à 306 km de Prague.